# Tenga
Tenga (en rus: Теньга) és un poble de la república de l'Altai, a Rússia, que el 2016 tenia 611 habitants, pertany al districte d'Ongudai.